# PCDHB14
PCDHB14‏ (Protocadherin beta 14) هوَ بروتين يُشَفر بواسطة جين PCDHB14 في الإنسان.